# Asterió (argonauta)
|  | Per a altres significats, vegeu «Astèrion (Tessàlia)». |

Asterió o Asteri (en grec antic Άστέριος o Ἀστερίων "estrellat" o relatiu a les estrelles") va ser, segons la mitologia grega, un heroi nascut a la ciutat de Pel·lene, fill d'Antígona, la filla de Feres. El seu pare podia ser Hiperasi o Cometes, o potser Pírem, segons les tradicions. El mateix, o un altre, Asterió es deia que havia nascut a la ciutat de Pirèsia, a Tessàlia.
Fos com fos, Asterió/Asteri va ser un dels argonautes que acompanyaven Jàson a la Còlquida a buscar el velló d'or. Una tradició el fa germà d'Amfíon, també argonauta.